# Pedro Ruiz (Granada)

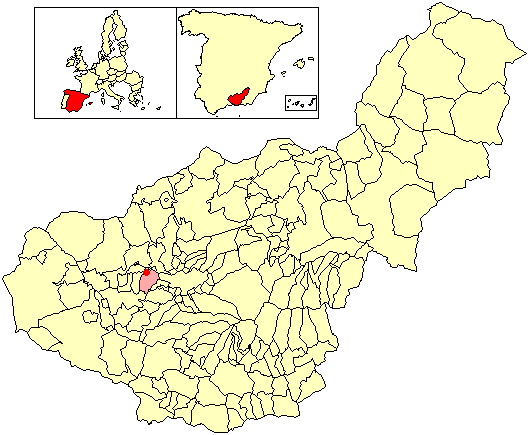
Situación de Pedro Ruiz respecto al término municipal de Santa Fe, en la provincia de Granada.

Pedro Ruiz es una localidad y pedanía española del municipio de Santa Fe, perteneciente a la provincia de Granada, en la comunidad autónoma de Andalucía. Está situada en la parte centro-oeste de la comarca de la Vega de Granada. Cerca de esta localidad se encuentran los núcleos de Alitaje, Chauchina, El Jau, Torrehueca-Torreabeca, Fuente Vaqueros, Romilla y Pinos Puente.
Cabe destacar que una pequeña parte de Pedro Ruiz se encuentra dentro del término municipal de Fuente Vaqueros.

## Historia
En las cercanías de la actual Pedro Ruiz se localizaban pequeñas charcas, donde brotaban las aguas como la hierba. En un trozo más elevado del terreno, Pedro hizo una choza con madera, cañizo y esteras anchas de esparto. Pero al contraer matrimonio convirtió aquel chozajo en una pequeña vivienda de profundo cimiento, de anchos muros, a base de piedra y argamasa. Para hacerlos más fuertes metió en ellos cruceros y pilares de ladrillo. Y sucedió que tuvo hijos y éstos crecieron y cultivaron la tierra seca. Levantaron casas pegadas a la del padre, cada uno la suya y de semejantes hechuras. El cuadrado de la finca se convirtió en cortijada, con puertas que miraban a los cuatro vientos. A estos habitáculos se les llamó siempre "La Manzana". La Manzana, aún hoy es el corazón de Pedro Ruiz.
A través de los años ha sido nido familiar, oculto entre alamedas. La tierra es de las más fértiles de toda la Vega granadina. En la actualidad siguen habitando esta localidad descendientes de aquel hombre campesino que se llamó Pedro Ruiz.

## Cultura
Sus fiestas populares se celebran cada año en la primera semana del mes de julio.